# Drepanofoda juncta
Drepanofoda juncta är en fjärilsart som beskrevs av George Francis Hampson 1894. Drepanofoda juncta ingår i släktet Drepanofoda och familjen nattflyn. Inga underarter finns listade i Catalogue of Life.